# Colt Cabana
Scott Colton (n. 6 mai 1980, Deerfield⁠(d), Cook County, Illinois, SUA), mai cunoscut sub numele de ring Colt Cabana, este un wrestler profesionist american, comentator de culoare și podcaster. El este semnat la All Elite Wrestling (AEW) ca luptător și antrenor și îndeplinește aceleași sarcini pentru promotia soră a AEW, Ring of Honor (ROH). El este de două ori campion mondial NWA, de două ori campion național NWA, o singură dată campion britanic RevPro și o singură dată campion mondial la categoria grea JCW. A lucrat în World Wrestling Entertainment (WWE) ca Scotty Goldman și a luptat ca luptătorul mascat Matt Classic în Wrestling Society X și Chikara.

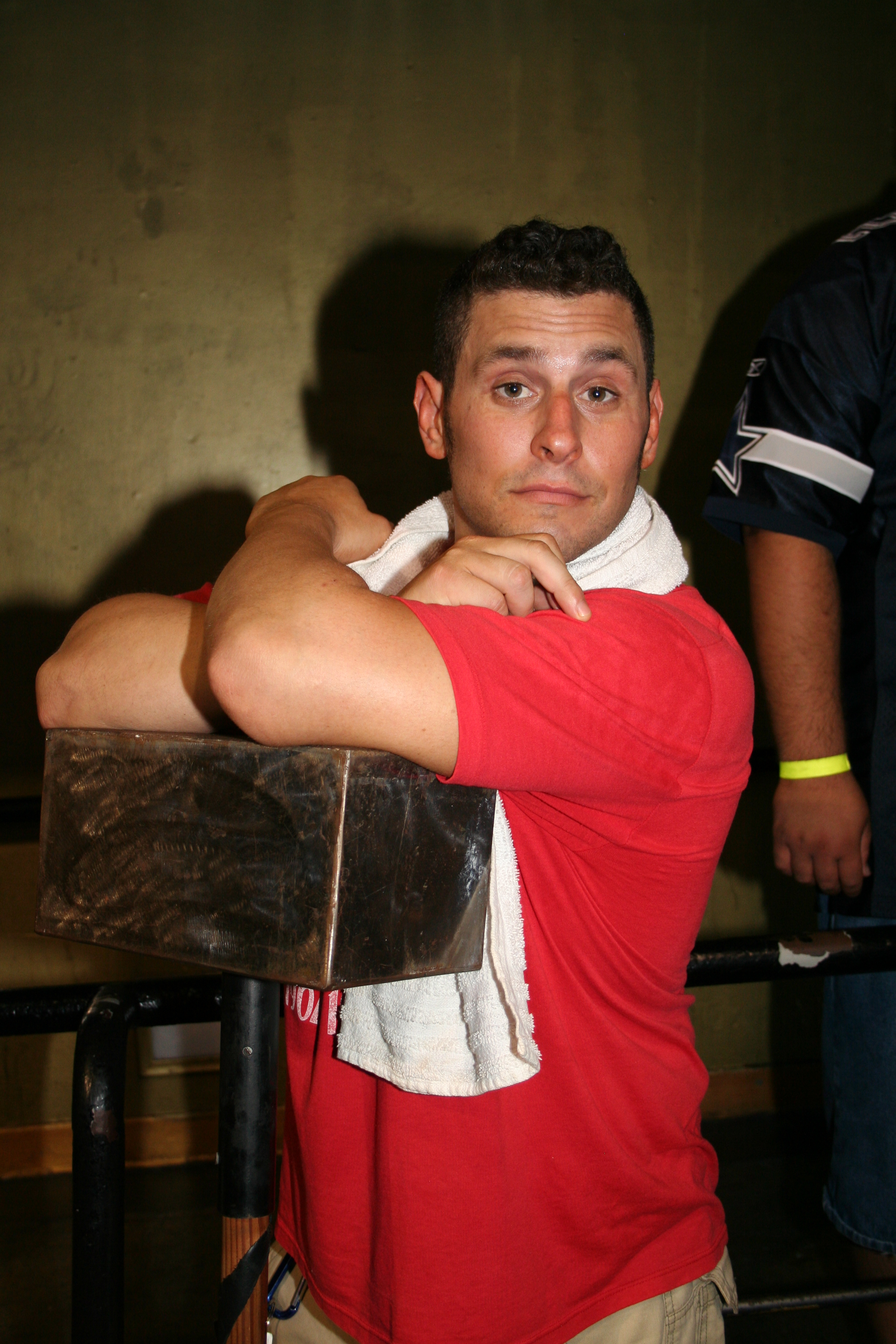
Colt Cabana

Cabana a început să concureze în mod obișnuit pentru Steel Domain Wrestling pe tot parcursul anilor 2000 și 2001 în St. Paul, Minnesota, adesea făcând echipă cu sau confruntându-se cu rivalul și mai târziu prietenul CM Punk. Și-a făcut un nume când sa alăturat ROH, unde a fost plasat într-o rivalitate cu Punk înainte de a se uni cu Punk și Ace Steel pentru a forma Second City Saints. Mai târziu a format o echipă  cu Punk, ceea ce l-a determinat să devină de două ori campion mondial pe echipe ROH. De asemenea, a avut rivalități cu Homicide și pe atunci campionul mondial Bryan Danielson.
Cabana a făcut parte din scurta viață Wrestling Society X de pe MTV la sfârșitul anului 2006, unde și-a portretizat personajul de lupte vechi, mascatul „Matt Classic”. În 2007, a părăsit ROH pentru a lupta în Ohio Valley Wrestling (OVW), teritoriul de dezvoltare al WWE, unde a devenit un singur campion de televiziune și de două ori Southern Tag Team Championship. A făcut mai multe apariții ca Scotty Goldman cu WWE pe marca SmackDown înainte de a fi eliberat din contract în 2009.